# Polygala butyracea
Polygala butyracea är en jungfrulinsväxtart som beskrevs av Heck.. Polygala butyracea ingår i släktet jungfrulinssläktet, och familjen jungfrulinsväxter. Utöver nominatformen finns också underarten P. b. carunculata.